# Vitorchiano
Vitorchiano – miejscowość i gmina we Włoszech, w regionie Lacjum, w prowincji Viterbo.
Według danych na rok 2004 gminę zamieszkiwało 3205 osób, 110,5 os./km².